# Gerardo Matos Rodríguez
Gerardo Hernán Matos Rodríguez (Montevideo, 18 de marzo de 1897 - Ib., 25 de abril de 1948) fue un músico, pianista, periodista y compositor de tangos uruguayo que es conocido por haber compuesto La cumparsita, considerado por muchos el tango más famoso del mundo.

## Biografía
Era hijo de Emilio Mattos, propietario del cabaré Moulin Rouge. Estudió arquitectura en la desaparecida Facultad de Matemáticas de su ciudad natal. Los amigos lo apodaban Becho.
Según Ricardo Matos Tuesta, al venir a Uruguay:

“Tenía los ojos de color negro, tenía una mirada muy penetrante y muy discernidora, y de llamativos labios finos y pequeños. Era muy observador y analista en las cosas que debía y hacía.
Gustaba mucho de la lectura constante, y era una persona dada a la meditación, la reflexión lógica y analista en las cosas veía y hacía, era un elemento motivador e innovador.
Era de buen humor e ingenio y de una simpatía coloquial, sabía caer en gracia a las personas de su entorno.
Su alegría se expresaba en un armoniosa sonrisa de un niño pequeño y alegre 
Tenía una amiga que se llamaba Reneé, quien era de ascendencia española, luego después de unos años se casó con ella”

[cita requerida]

## Su obra
Compuso varios temas para piezas teatrales: El Gran Circo Rivolta, de Manuel Romero entre ellas. Más tarde, dirigió fugazmente su propia orquesta típica. En 1931 colaboró con la musicalización de la película ¨ Las luces de Buenos Aires¨, filmada en Francia con el papel protagónico de Carlos Gardel. Algunos de sus temas fueron estrenados junto a piezas teatrales en Buenos Aires.
Compuso La Cumparsita y otros tangos como Che papusa, oí, su tango preferido. Escribió y colaboró con los letristas Enrique Cadícamo, Víctor Soliño y Manuel Romero, con quienes realizó su emotiva serie de canciones montevideanas.
Fue integrante de la recordada “Troupe ateniense”, un conjunto de tipo carnavalero, que no obstante ello no salía en Carnaval sino en las cuatro estaciones, en especial en primavera. Junto a grandes nombres del tango y del Carnaval uruguayo, como Víctor Soliño, Ramón “Loro” Collazo, su hermano Juan Antonio y los hermanos Raúl y Roberto Fontaina.
Fueron más de setenta los tangos de su producción, muchos editados en partitura y alrededor de cuarenta en discos. Algunas de sus obras son: Che papusa, oí, Son grupos, Yo tuve una novia, Cuando bronca el temporal, Hablame,Pobre corazón, Haceme caso a mí, Canto por no llorar, Rosa reseca, Botija linda, El pescador, Te fuiste, ¡ja, ja!, Adiós Argentina, Mi provinciana, La milonga azul, Dale celos, Raspail, Mocosita, La muchacha del circo, San Telmo, colaborando con los letristas Enrique Cadícamo, Victor Soliño, Juan B. A. Reyes, Manuel Romero y Fernán Silva Valdés con quien realizó su fina y emotiva serie de canciones Montevideanas a la que pertenece Margarita punzó.

## La Cumparsita

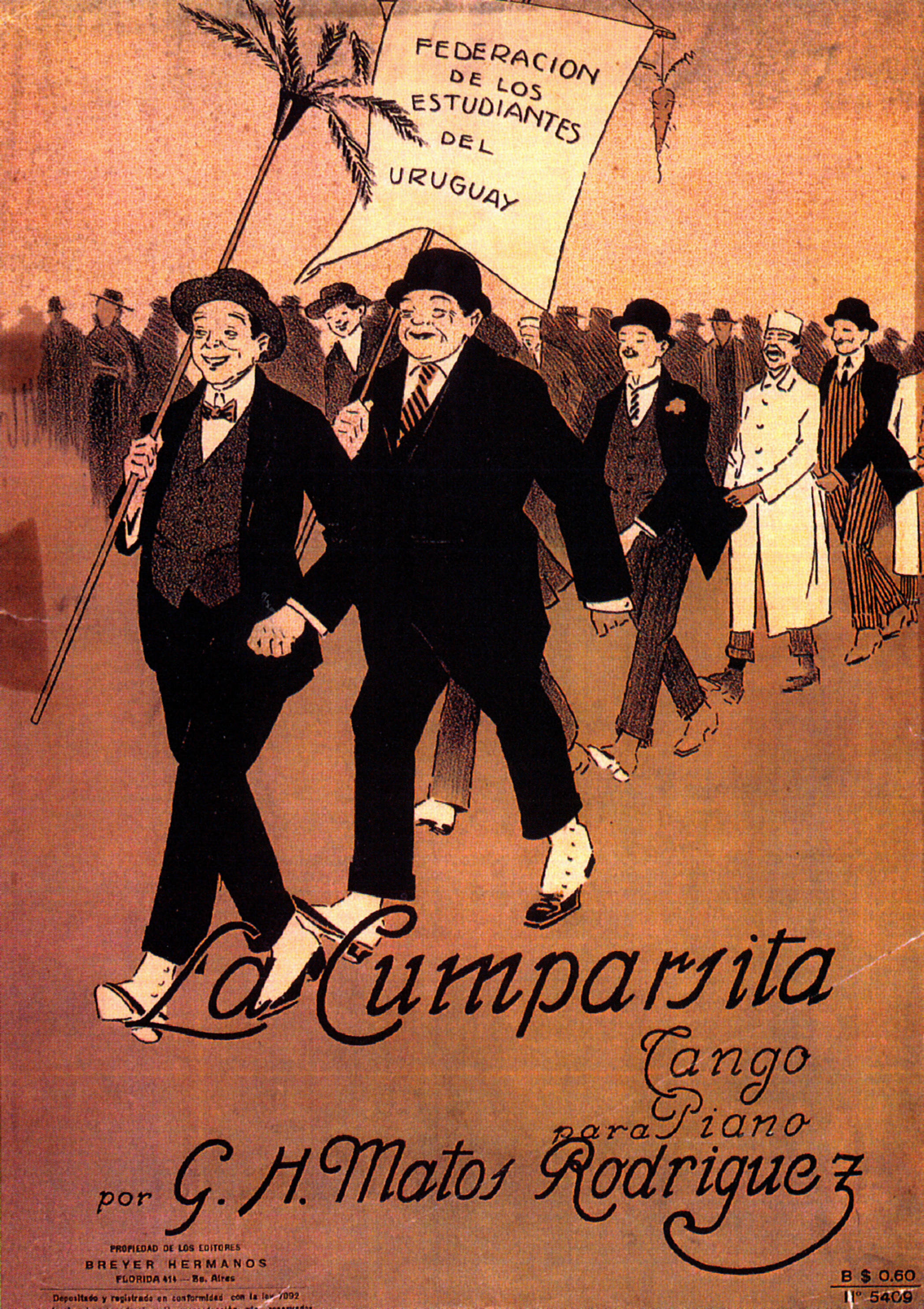
Partitura de La Cumparsita, 1917. Casa Breyer Hermanos

La Cumparsita sale a la luz en una peña estudiantil, en lo que era la federación de estudiantes del Uruguay en el año 1916.
Esta institución presentaba problemas económicos graves estando incluso amenazados por el desalojo, situación que los obliga a salir a cantar por los cafés, en una comparsa como recurso para adquirir fondos. Fue así como coincidiendo con el carnaval del año 1917 se decidió hacer una comparsa visitando los cafés, cantando canciones. 
Mientras tanto Matos Rodríguez siguiendo su objetivo de terminar su obra, continúa trabajando en ella para lograr su acabado final como es conocida mundialmente.
Una vez terminada la composición le faltaba la melodía por lo que un amigo del autor, excelente pianista fue el encargado de ponerle la música. Es así que se obtiene el primer gran éxito de esta composición la cual fue presentada por primera vez en el café La Giralda, ejecutada por la orquesta porteña de Roberto Firpo.
En 1924, Pascual Contursi y Enrique Maroni le ponen letra de gran valor poético con el nombre de Si supieras (si supieras que aún dentro de mi alma conservo aquel cariño que tuve para ti...). Con esta letra la cantó y grabó Carlos Gardel. Un año después el propio autor, molesto por la letra creada sin su autorización, le pone una letra conservando el título original.